# Ecce homo (Bosch)
Ecce homo är en oljemålning av den nederländske konstnären Hieronymus Bosch. Den är utförd omkring 1490 och ingår sedan 1917 i Städelsches Kunstinstituts samlingar i Frankfurt. 
Det finns en kopia av målningen på Rijksmuseum i Amsterdam. Dendrologisk analys av ekpannån visar att den utförts omkring 1530–1550, det vill säga efter Boschs död 1516. Därutöver finns två oljemålningar med samma motiv men annorlunda komposition som attribueras "Hieronymus Boschs efterföljare". Den ena dateras till 1496–1500 och ingår sedan 1953 i samlingarna på Museum of Fine Arts i Boston och den andra dateras till tiden efter 1506 och är sedan 1971 utställd på Indianapolis Museum of Art i Indiana (se bildgalleri).

## Motivet
Den latinska frasen ecce homo översätts till "se människan" eller "se mannen" och var de ord som Pontius Pilatus yttrade till folkmassan enligt Johannesevangeliet (kapitel 19:5) när Jesus visades fram. Det var ett vanligt konstmotiv under renässansen. Jesus framställdes vanligen bloddrypande med törnekrona (smärtomannen) och iförd purpurmantel. Pilatus milda inställning till Jesus delades dock inte av folkmassan som krävde korsfästelse.

## Frankfurtversionen
De suddigt spöklika personerna ner till vänster i Frankfurtversionen är så kallade donatorsporträtt. Deras identitet är inte känd och vid något tillfälle har de övermålats. Dessutom har Jesus draperats med fotsida kläder. Vid en röntgenundersökning 1983 upptäcktes dessa tillägg och under den följande restaurationen återställdes Jesus ursprungliga utseende och donatorsporträtten togs försiktigt fram. I målningen syns tre latinska inskriptioner utformade som pratbubblor i en serietidning. Pontius Pilatus uttalar "ecce homo" (se människan), folkmassan skanderar "crucifige eu[m]" (korsfäst honom) och donatorerna uttrycker "salva nos xp[ist]e r[e]de[m]ptor" (rädda oss Kristus frälsare). I bakgrunden breder ett folktomt (i kontrast till den packade förgrunden) Jerusalem ut sig som mest påminner om en nederländsk renässansstad.

## Bildgalleri

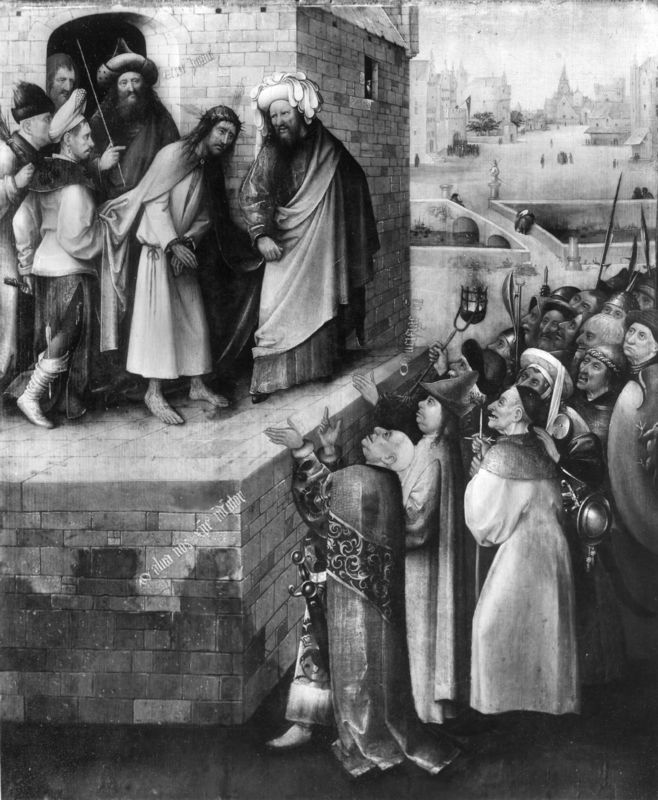
Fotografi som visar Frankfurtversionen före restaurationen 1983. Jesus är påklädd och donatorsporträtten övermålade.
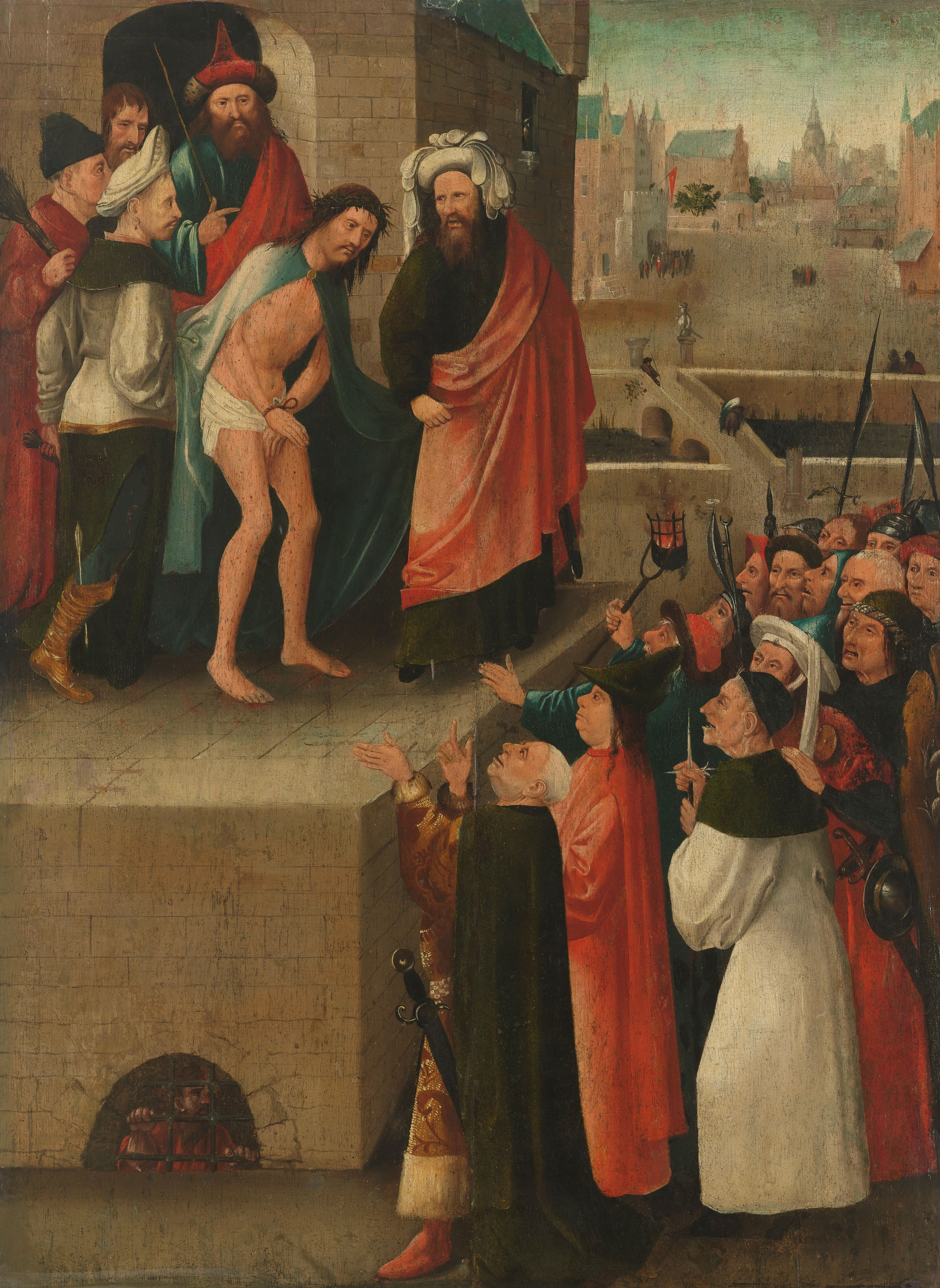
Versionen på Rijksmuseum är en kopia av Boschs original utfört av en okänd konstnär omkring 1530–1550. Olja på pannå, 73 x 54,5 cm. Kopisten har möjligen haft tillgång till originalet och är den i hög utsträckning trogen. Den saknar de latinska inskriptionerna och donatorsporträtten som ersatts med en man som tittar ut genom en fängelsefönster, sannolikt Barabbas.
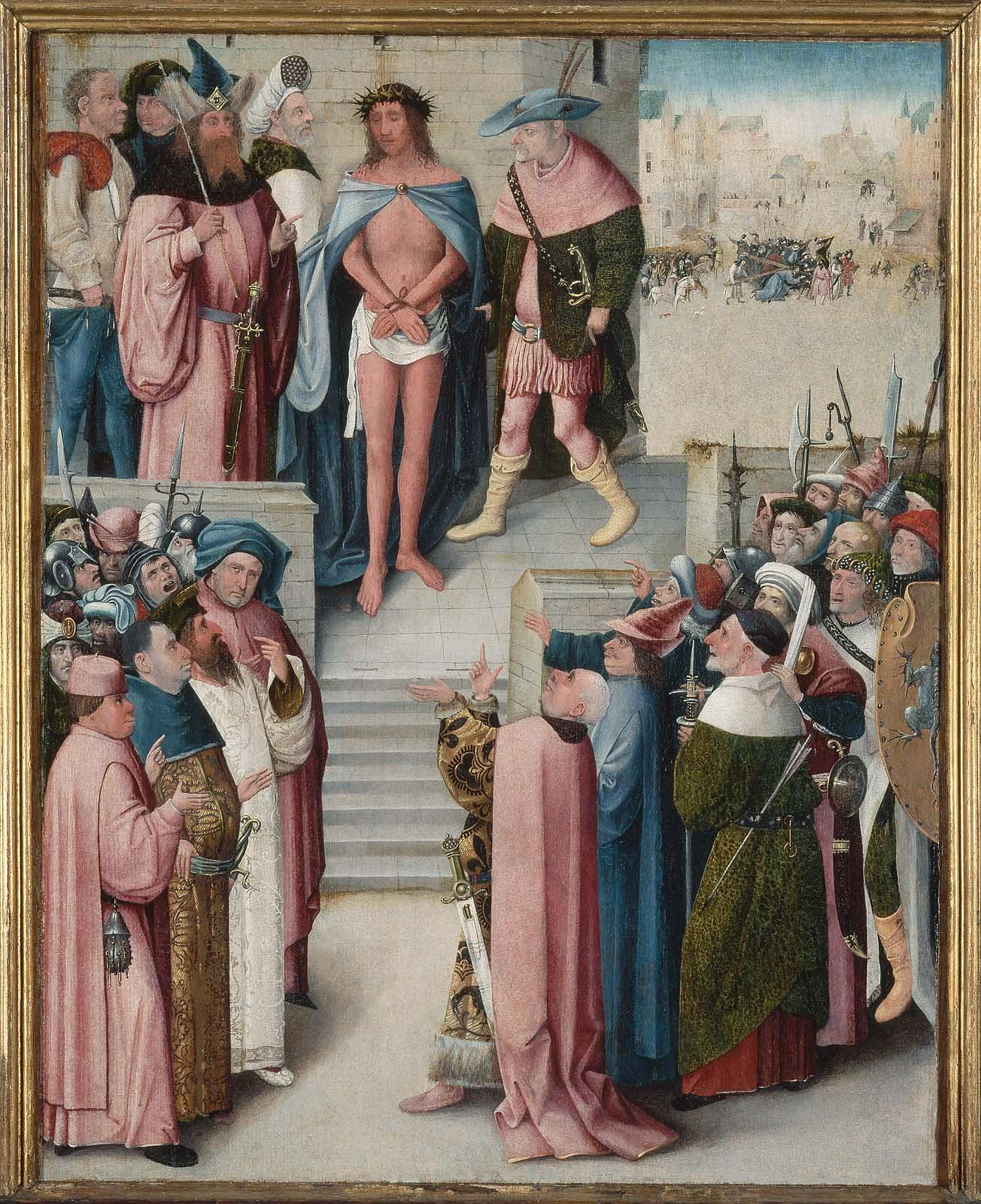
Tavlan på Museum of Fine Arts, Boston attribueras "Hieronymus Bosch efterföljare", dateras till tiden 1496–1500 och är 73 x 57,2 cm stor.
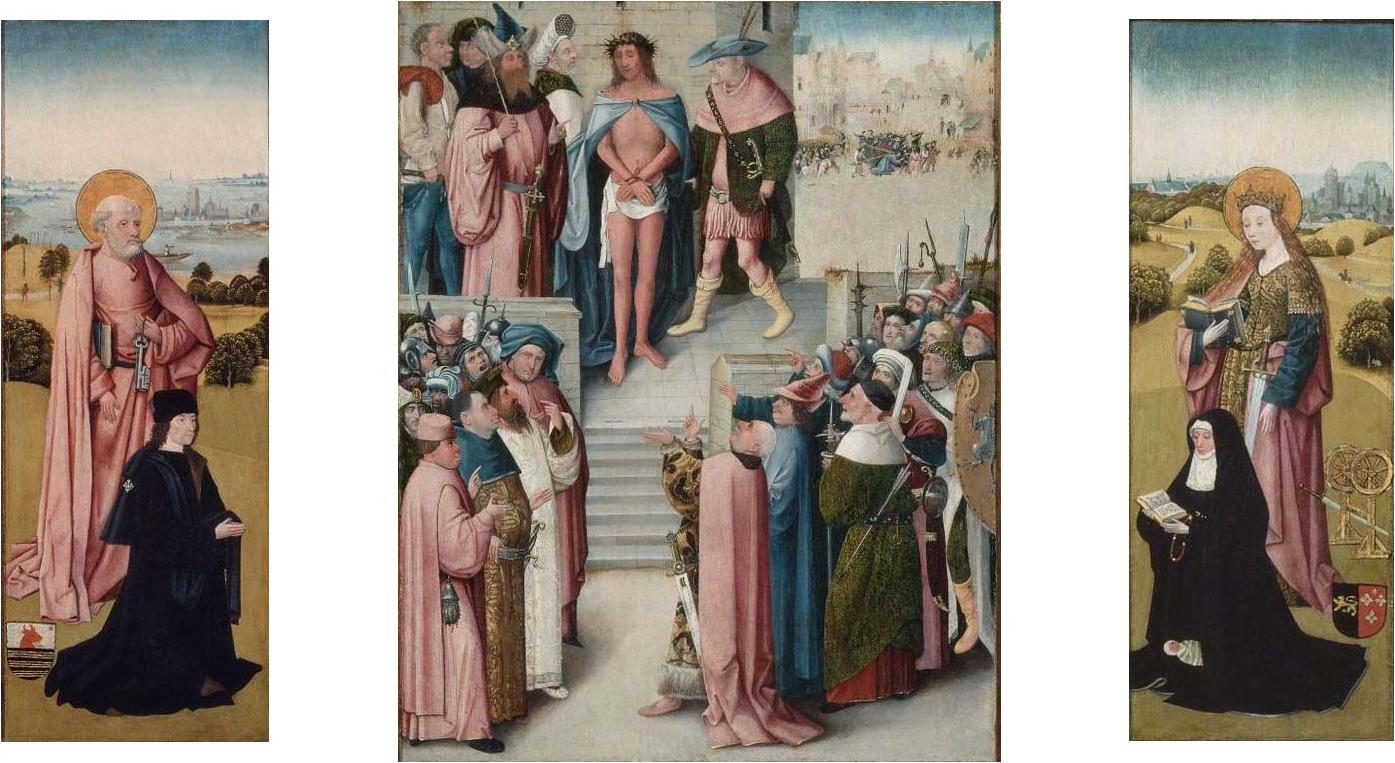
Bostonversionen är ett flygelaltare med sidpaneler som är bemålade på båda sidorna och visar beställarna med skyddshelgon.
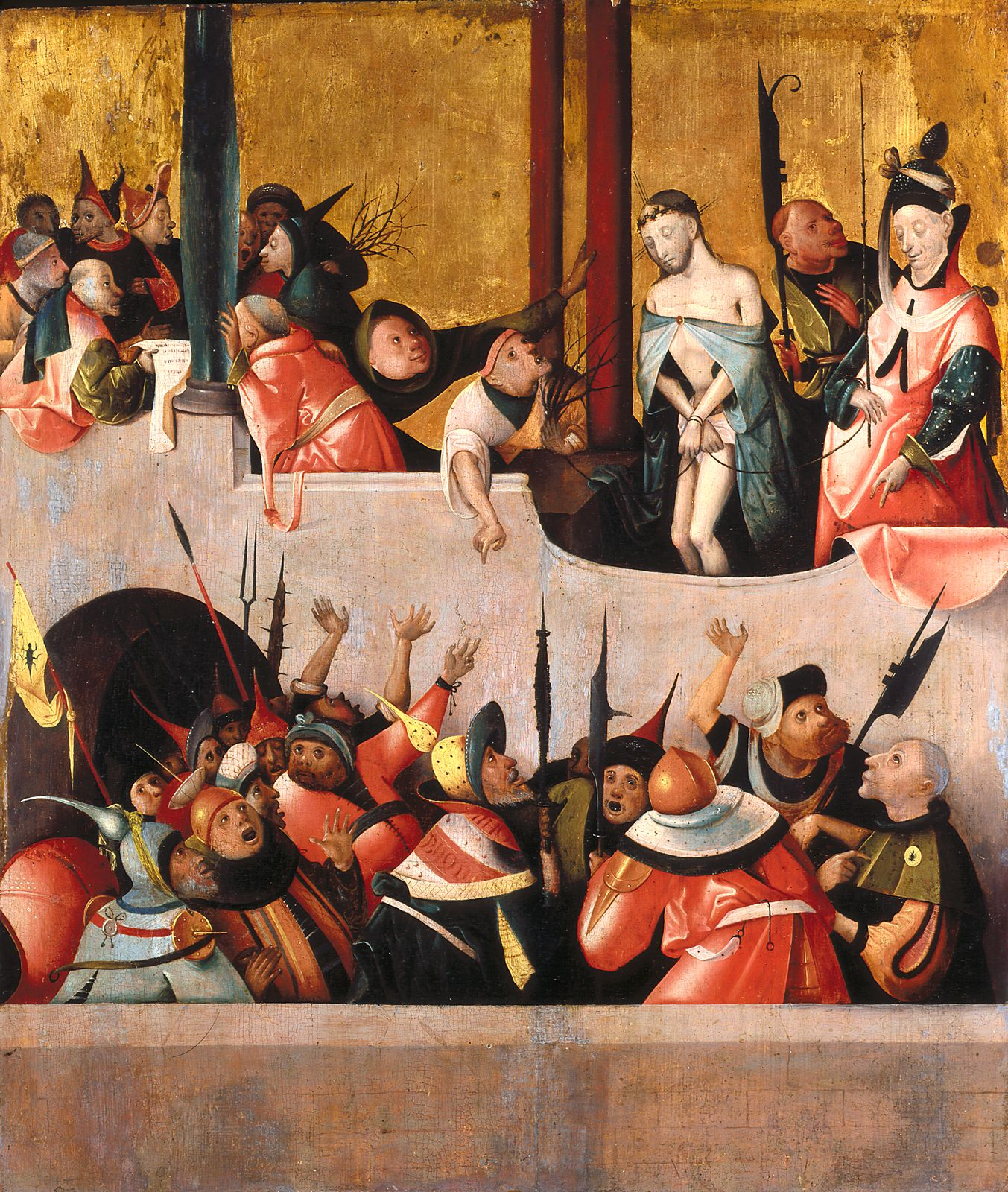
Tavlan på Indianapolis Museum of Art attribueras "Hieronymus Bosch efterföljare", dateras till tiden efter 1506 och är 61,5 x 52 cm stor.